# Carol Johnson (Politikwissenschaftlerin)
Carol Johnson (* 1955) ist eine australische Politikwissenschaftlerin und emeritierte Professorin der University of Adelaide. 1998/99 amtierte sie als Präsidentin der Australian Political Studies Association.

## Werdegang und Wirken
Johnson machte 1978 ihr Master-Examen an der britischen University of Manchester und wurde 1986 an der University of Adelaide zur Ph.D. promoviert. Seit 2007 ist sie dort Professorin. Davor lehrte sie an der University of Technology, Sydney. 2018 zog sie sich in Adelaide aus der Lehre zurück, blieb aber als Forscherin aktiv. Ihre besonderen wissenschaftlichen Interessen liegen bei der australischen und vergleichenden Politik sowie der Rolle von Geschlecht und Sexualität in der Politik. Ein besonderes Interesse hat sie an der Politik der Sozialdemokratie.

## Schriften (Auswahl)
- Als Mitherausgeberin: The lesbian and gay movement and the state. Comparative insights into a transformed relationship. Ashgate, Farham/Burlington 2011, ISBN 978-1-409-41066-9.
- Als Mitherausgeberin: The social sciences in the Asian century. Australian National University Press, Acton 2015, ISBN 978-1-925-02258-2.
- Als Mitherausgeberin: Abbott's gambit. The 2013 Australian federal election. ANU Press, Canberra 2015, ISBN 978-1-925-02210-0.